# قطعنامه ۸۳۹ شورای امنیت
قطعنامه ۸۳۹ شورای امنیت سازمان ملل متحد که در تاریخ ۱۱ ژوئن ۱۹۹۳ تصویب شد، سندی بین‌المللی دربارهٔ قبرس است. این قطعنامه طی نشست ۳۲۳۵ام با ۱۵ رای موافق، ۰ مخالف و ۰ ممتنع تصویب شد.